# Okręg wyborczy Plymouth Devonport
Okręg wyborczy Plymouth Devonport powstał w 1832 r. i wysyłał do brytyjskiej Izby Gmin dwóch deputowanych. W 1918 r. liczbę mandatów przypadających na okręg zmniejszono do jednego. Okręg obejmuje okręg Devonport w mieście Plymouth.

## Deputowani do brytyjskiej Izby Gmin z okręgu Plymouth Devonport

### Deputowani w latach 1832–1918
- 1832–1839: Edward Codrington, Partia Liberalna
- 1832–1847: George Grey, Partia Liberalna
- 1840–1854: Henry Tufnell, Partia Liberalna
- 1847–1852: John Romilly, Partia Liberalna
- 1852–1857: George Henry Berkeley, Partia Konserwatywna
- 1854–1859: Thomas Perry, Partia Liberalna
- 1857–1859: James Wilson, Partia Liberalna
- 1859–1863: Michael Seymour, Partia Liberalna
- 1859–1865: Arthur William Buller, Partia Liberalna
- 1863–1865: William Ferrand, Partia Konserwatywna
- 1865–1866: Thomas Brassey, Partia Liberalna
- 1865–1866: John Fleming, Partia Konserwatywna
- 1866–1868: William Eliot, lord Eliot, Partia Liberalna
- 1866–1874: Montague Chambers, Partia Liberalna
- 1868–1874: John Delaware Lewis, Partia Liberalna
- 1874–1892: John Henry Puleston, Partia Konserwatywna
- 1874–1892: George Edward Price, Partia Konserwatywna
- 1892–1902: Edward John Chalmers Morton, Partia Liberalna
- 1892–1910: Hudson Kearley, Partia Liberalna
- 1902–1906: John Lockie, Partia Liberalna
- 1906–1910: John Benn, Partia Liberalna
- 1910–1918: John Jackson, Partia Konserwatywna
- 1910–1918: Clement Kinloch-Cooke, Partia Konserwatywna

### Deputowani po 1918
- 1918–1923: Clement Kinloch-Cooke, Partia Konserwatywna
- 1923–1945: Leslie Hore-Belisha, Partia Liberalna, od 1931 r. Narodowa Partia Liberalna, od 1942 r. niezależny
- 1945–1955: Michael Foot, Partia Pracy
- 1955–1974: Joan Vikers, Partia Konserwatywna
- 1974–1992: David Owen, Partia Pracy, od 1981 r. Partia Socjademokratyczna (I), od 1988 r. Partia Socjademokratyczna (II), od 1990 r. niezależny
- 1992–2005: David Jamieson, Partia Pracy
- 2005 –: Alison Seabeck, Partia Pracy